# نهر أجانو
نهر أجانو هو نظام نهري في منطقة هوكوريكو في هونشو باليابان. ويُطلق عليه أيضًا نهر أجا أو نهر أوكاوا في فوكوشيما. وهو مصنف كنهر من الدرجة الأولى.

## الجغرافيا
مصدر النهر هو جبل أراكاي على حدود محافظتي فوكوشيما وتوتشيغي. يتدفق إلى الشمال ويلتقي بنهر نيباشي من بحيرة إيناواشيرو ونهر تادامي في حوض أيزو، ثم يتجه إلى الغرب ويسقط في بحر اليابان. يتدفق نهر أجانو لمسافة 210 كيلومترات. تبلغ مساحة مستجمعات المياه فيه 7710 كيلومترًا مربعًا. يعيش حوالي 560.000 شخص في منطقة الحوض.
في عامي 1964 و1965، أطلق مصنع كيميائي في قرية كانوسي في محافظة نيغاتا ميثيل الزئبق في النهر وتسبب في مرض نيغاتا ميناماتا.
هناك العديد من محطات الطاقة الكهرومائية على نهر أغانو:
محطة إيناواشيرو للطاقة (107.5 ميجاوات)، التي بنيت على عدة مراحل في الفترة من 1899 إلى 1940، كانت موقع أول خط نقل طاقة عالي الجهد وطويل المدى في اليابان.
محطة نومازوانوما للطاقة (43.7 ميجاوات)، التي بنيت في عام 1952. كانت أول محطة طاقة تعمل بالضخ والتخزين في اليابان.